# Scuola primaria Teresio Olivelli

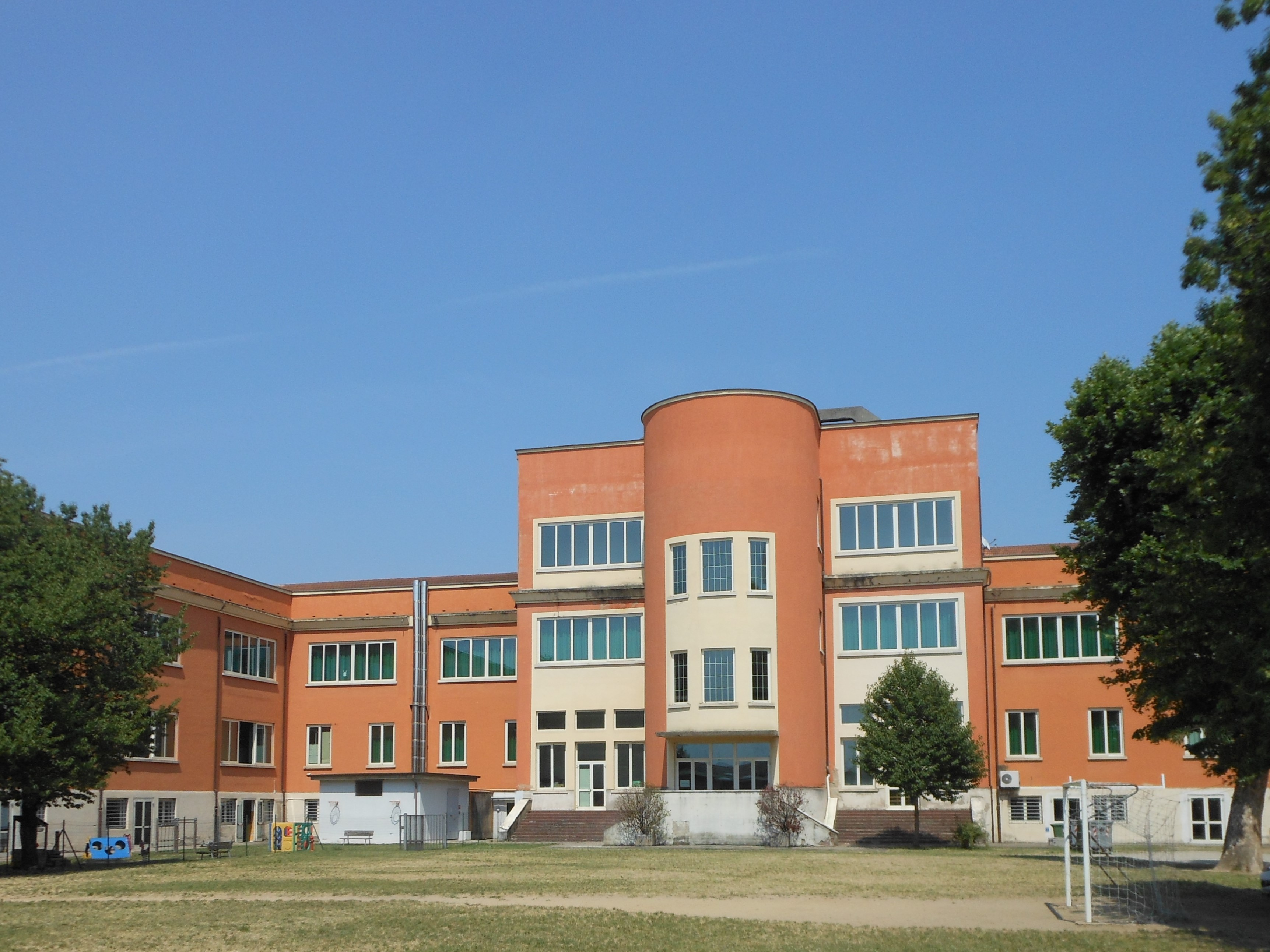
Retro - ripreso dal cortile

La scuola comunale di Mortara, ora denominata scuola primaria Teresio Olivelli, è un edificio scolastico di Mortara. Costituisce la più significativa costruzione in stile razionalista della città.

## Storia
Realizzata tra il 1934 e il 1941 su progetto dell'ingegner Amilcare Sandri, è una delle costruzioni meglio riuscite per ospitare l'istruzione obbligatoria, tra quelle edificate in Italia nel periodo tra le due guerre mondiali.

## Caratteristiche progettuali
L'edificio ha una pianta a ferro di cavallo. Le aule si trovano nei bracci laterali, mentre il corpo centrale ospita gli uffici amministrativi, i laboratori e gli spazi comuni, tra cui l'aula magna.
Sulla facciata principale si trovano tre ampi scaloni di accesso, in corrispondenza del corpo centrale e delle ali. Le aule sono ampie, con grandi finestre esposte a sud per ottenere la migliore illuminazione naturale. I gradini sono bassi per non essere di ostacolo ai giovani alunni.
L'edificio è a due piani oltre al seminterrato. Solo la parte sovrastante l'atrio centrale presenta il terzo piano. La palestra è in un corpo separato addossato all'ala nord.
La costruzione è situata in una zona di verde pubblico costituita dal giardino antistante, dal viale sul lato nord e dal cortile alberato sul retro.
I volumi sono improntati alla forma del parallelepipedo rettangolo. Solo la scala interna centrale, in marmo, segue un andamento elicoidale.

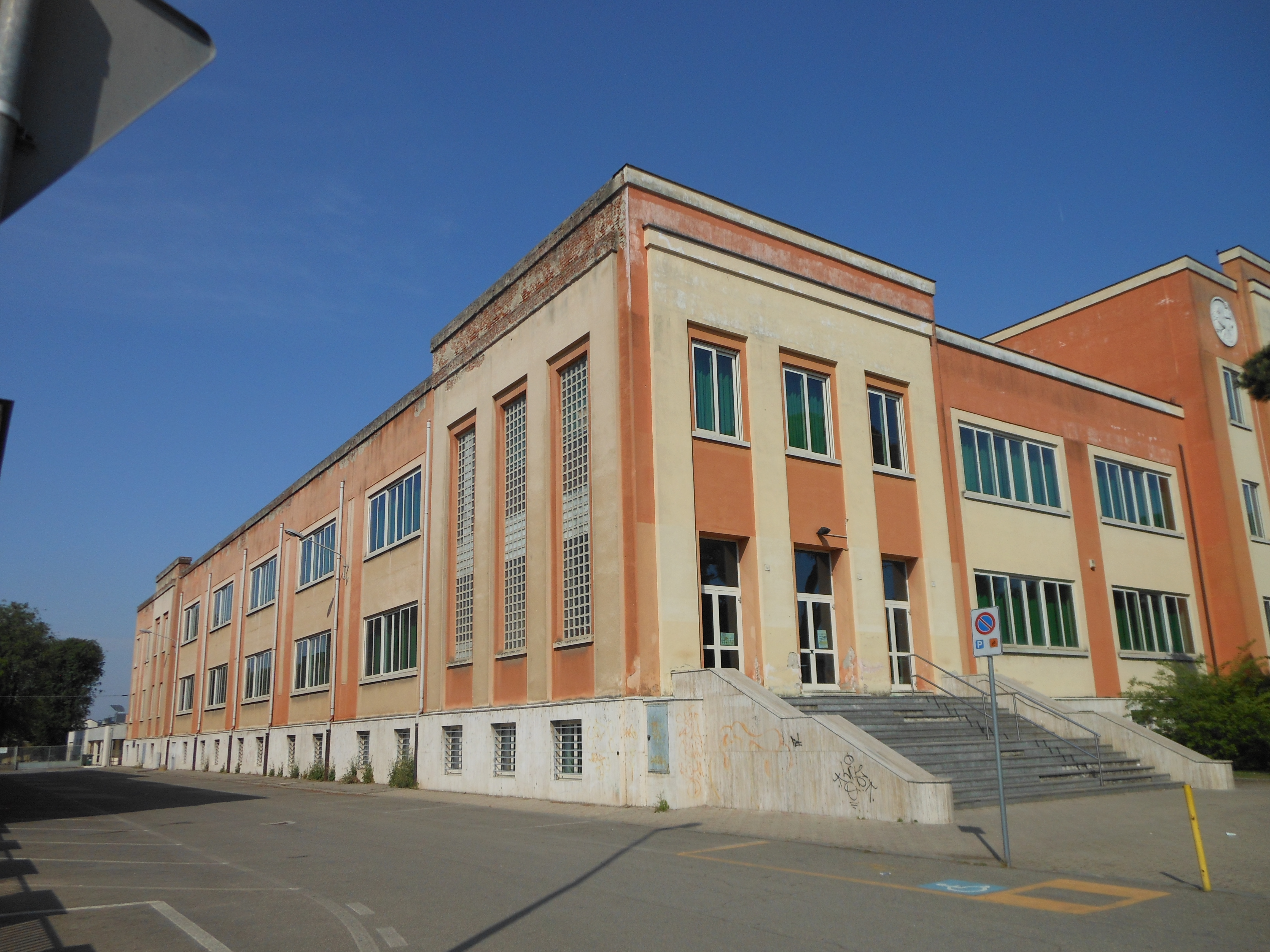
Ala sud

## Esterni
La parte inferiore dell'edificio, corrispondente al seminterrato, e gli scaloni esterni sono ricoperti di marmo.
Sulla facciata centrale sono presenti due bassorilievi rotondi che ritraggono una situazione di aula e una di attività sportiva. Essi alludono alla massima latina Mens sana in corpore sano.

## Interni
L'atrio principale ospita un monumento alla Vittoria alata dello scultore Luciano Condorelli, una mappa dell'impero di Vittorio Emanuele III, realizzata con un intarsio marmoreo policromo e una lapide che riporta il Bollettino della vittoria del generale Armando Diaz